# Ca l'Oró (Torrebesses)
Ca l'Oró és una casa de Torrebesses (Segrià) inclosa a l'Inventari del Patrimoni Arquitectònic de Catalunya.

## Descripció
Casa de planta gairebé quadrangular. Mostra una façana senyorial de pedra picada de filada. El portal és amb dovelles en saltacavall d'arc pla. En l'interior es conserva la tipologia primitiva amb una entrada molt interessant per la funcionalitat de l'espai i els valors tradicionals. Hi ha també una escala de pedra sostinguda per un arc semblant al parabòlic.

## Història
Hi figura la data de 1628.